# Fusión de poderes
La fusión de poderes es una característica de algunas formas parlamentarias de gobierno, especialmente las que siguen el sistema Westminster, donde las ramas ejecutiva y legislativa del gobierno están entremezcladas. El mismo contrasta con el principio de separación de poderes que se encuentra en las formas de gobierno presidenciales, donde los poderes legislativo y ejecutivo están divididos en funciones y separados desde el origen por el voto popular. La fusión de poderes existe en muchas, si no en la mayoría, de las formas de gobierno parlamentarias, y lo hace por diseño. Sin embargo la rama judicial del gobierno a menudo se mantiene independiente de las ramas legislativa y ejecutiva.
El sistema surgió por primera vez como resultado de la evolución política en el Reino Unido durante muchos siglos, ya que los poderes del monarca se vieron restringidos por el Parlamento. El término fusión de poderes en sí se cree que fue acuñado por el experto constitucional británico Walter Bagehot.

## Ejemplos

### Australia
Como Australia tiene un sistema parlamentario parcialmente derivado del sistema Westminster, la rama ejecutiva está compuesta en su totalidad por miembros de la rama legislativa.

### Canadá
El Senador Eugene Forsey de Canadá comentó que "en Canadá, el Gobierno y la Cámara de los Comunes no pueden estar en desacuerdo por más de unas pocas semanas a la vez. Si difieren en cualquier cuestión de importancia, entonces, con prontitud, habrá un nuevo gobierno o una nueva Cámara de los Comunes ".

### Francia
La Quinta República Francesa actual proporciona un ejemplo de la fusión de poderes de un país que no sigue el sistema de Westminster. Por el contrario, Francia sigue un modelo conocido alternativamente como un sistema semipresidencial o un sistema mixto presidencial-parlamentario, que existe en algún lugar entre las formas de gobierno parlamentarias y presidencial.

### Reino Unido
El Reino Unido generalmente se considera el país con la fusión más fuerte de poderes. Hasta 2005, el Lord Canciller fue una fusión completa de todas las ramas, siendo el presidente de la Cámara de los Lores (legislativo), un ministro del gobierno que encabeza el Departamento del Lord Canciller (ejecutivo) y jefe de la judicatura (judicial).

### Suecia
El sistema parlamentario en Suecia desde su nueva constitución en 1974 instituyó una fusión de poderes por la cual el principio de "soberanía popular" sirve como la luz que guía el principio de gobierno y forma la primera línea de la constitución.

## Desventajas
La desventaja de una fusión de poderes, paradójicamente, es el poder que otorga al poder ejecutivo, no al legislativo. En una fusión de poderes, el jefe del gobierno debe tener la confianza de una mayoría en la legislatura. Si la mayoría está compuesta por miembros del propio partido, el jefe del gobierno puede utilizar a estos partidarios para controlar los asuntos de la legislatura, protegiendo así al ejecutivo de ser verdaderamente responsable y al mismo tiempo aprobando cualquier ley que sea conveniente para el gobierno.
Muchos estados han respondido a esto al instituir o retener legislaturas multicamerales, en las cuales todas las cámaras deben aprobar legislación en la misma forma. La cámara responsable es generalmente la cámara más poderosa y única con el poder real de terminar el gobierno. Sin embargo, otras cámaras a menudo pueden vetar o al menos retrasar proyectos de ley controvertidos, tal vez hasta que el electorado pueda juzgar el desempeño del gobierno. También brindan foros adicionales para investigar la conducta del ejecutivo.
Una fusión de poderes fue específicamente rechazada por los autores de la constitución estadounidense, por temor a que concentrara un peligroso nivel de poder en un solo cuerpo.